# Elecciones parlamentarias de Timor Oriental de 2023
Las elecciones parlamentarias de Timor Oriental de 2023 tuvieron lugar el 21 de mayo del mencionado año con el objetivo de renovar los 65 escaños del Parlamento Nacional, que ejercería sus funciones por el período 2023-2028. Se trató de las sextas elecciones parlamentarias de la historia timorense, así como los quintos comicios desde la independencia del país asiático en 2002.
Estas elecciones vieron la disolución de las alianzas electorales que habían disputado las de 2018. El primer ministro Taur Matan Ruak, del Partido de Liberación Popular (PLP), gobernaba en coalición con los partidos Frente Revolucionario de Timor Oriental Independiente (Fretilin), el Partido Democrático (PD) y el partido Kmanek Haburas Unidade Nasional Timor Oan (KHUNTO) desde el colapso de la Alianza para el Cambio y el Progreso en 2020, que motivó la salida del gobierno del Congreso Nacional para la Reconstrucción de Timor (CNRT), del ex primer ministro Xanana Gusmão. El gobierno enfrentó las elecciones debilitado por el deterioro de la situación económica durante la pandemia de COVID-19 y las continuas crisis de gabinete. Las elecciones presidenciales de 2022 vieron a Francisco Guterres, presidente en ejercicio del Fretilin, sufrir una aplastante derrota ante el expresidente José Ramos-Horta, que concurrió apoyado por el CNRT, lo que dio lugar a una cohabitación. Sin embargo, Ramos-Horta rechazó los pedidos de Gusmão de disolver el Parlamento en forma anticipada y el gobierno de Taur Matan Ruak llegó a término con el final constitucional de la legislatura.
En los comicios el CNRT obtuvo una amplia victoria, logrando el 41,63% de los votos válidamente emitidos y 31 de los 65 escaños parlamentarios, tan solo dos por debajo de lo necesario para una mayoría absoluta. El Fretilin, por su parte, sufrió un fuerte descalabro y obtuvo el peor resultado de su historia, cayendo a un 25,75% de los votos y 19 escaños. El PD se recuperó de sus pérdidas en la anterior elección con un 9,32% y 6 escaños. Beneficiado por el apoyo de los grupos juveniles de artes marciales, KHUNTO logró el 7,51% y retuvo intacta la representación de 5 escaños que había logrado como parte de la AMP. Por su parte, el PLP del primer ministro Taur Matan Ruak obtuvo el 5,88% y 4 escaños, perdiendo la mitad de lo obtenido en las anteriores dos elecciones, aunque logró evitar desaparecer del Parlamento como habían pronosticado las encuestas. Los demás partidos no lograron superar el umbral del 4% para obtener escaños. El recién fundado Partido de los Verdes de Timor (PVT) y el Partido Unido para el Desarrollo y la Democracia (PUDD), integrante del disuelto Frente de Desarrollo Democrático que contaba con un escaño en el legislativo saliente, fueron las formaciones que más cerca estuvieron de lograrlo con un 3,63% y un 3,13%. La participación fue del 79,28% del electorado registrado, apenas ligeramente inferior que en 2018.
Aunque no cumplió con su objetivo de campaña de lograr una mayoría absoluta propia, el CNRT era indiscutidamente el único partido con posibilidades realistas de formar gobierno. A principios de junio, Gusmão logró un acuerdo con el PD para formar un gobierno de coalición, que sumó una mayoría de 37 escaños, y asumió el 1 de julio de 2023 como primer ministro por segunda vez.

## Antecedentes

### Gobierno de la AMP
En las elecciones parlamentarias de 2018, realizadas luego de la disolución anticipada del Parlamento por parte del presidente Francisco Guterres, la coalición Alianza para el Cambio y el Progreso (AMP) formada por Congreso Nacional para la Reconstrucción de Timor (CNRT), el Partido de Liberación Popular (PLP) y Kmanek Haburas Unidade Nasional Timor Oan (KHUNTO) ganó una mayoría absoluta en el Parlamento. El primer ministro Mari Alkatiri, líder del Fretilin, tuvo que ceder su cargo a Taur Matan Ruak del PLP. Sin embargo, el presidente Francisco Guterres se negó a nombrar a la mayoría de los candidatos del CNRT para los cargos gubernamentales, considerándolos no aptos por diversas razones. A pesar de ello, Taur Matan Ruak logró formar un gabinete, donde las posiciones vacantes de los miembros del CNRT fueron gestionadas por otros miembros del gobierno. En el Parlamento Nacional, la AMP negó a los partidos de oposición, el Fretilin y el Partido Democrático (PD), una participación adecuada en la presidencia y en la dirección de los comités, lo que llevó a más conflictos. Conforme pasaban los meses, la situación de los funcionarios del CNRT comenzó a fragmentar la coalición. A principios de 2020, los diputados del CNRT empezaron a culpar cada vez más a Taur Matan Ruak por el hecho de que la mayoría de los ministros del CNRT seguían sin ocupar sus cargos después de dieciocho meses.

### Colapso de la Alianza y secuelas
El 17 de enero de 2020, el proyecto de presupuesto del gobierno fracasó porque los diputados del CNRT se abstuvieron de votar. Por ello, Taur Matan Ruak declaró el fin de la AMP, pero el presidente Guterres le pidió que continuara dirigiendo el gobierno provisionalmente. El 22 de febrero, CNRT, KHUNTO, PD, la Unión Democrática Timorense (UDT), el Frenti-Mudança (FM) y el Partido Unido para el Desarrollo y la Democracia (PUDD) firmaron un acuerdo de coalición para formar un nuevo gobierno.  Sin embargo, el presidente Guterres no aceptó la renuncia de Taur Matan Ruak dos días después y le pidió que continuara dirigiendo el gobierno de transición. Con el estallido de la pandemia de COVID-19 en Timor Oriental a finales de marzo, surgió otra crisis en el país. KHUNTO entonces declaró su apoyo nuevamente a Taur Matan Ruak, quien retiró su renuncia el 8 de abril. La propuesta de la alianza de seis partidos para nombrar a Gusmão como Primer Ministro no fue respondida por el presidente Guterres. El 27 de abril, la coalición perdió una votación en el Parlamento sobre el estado de emergencia por COVID-19, ya que PLP, KHUNTO y Fretilin votaron en bloque. Eso marcó el fin de la coalición, y el VIII gobierno incluyó a representantes de Fretilin en el gabinete, así como a Júlio Sarmento da Costa del PD, que también apoyaba ahora al gobierno. El presidente del Parlamento, Arão Noé da Costa Amaral del CNRT, fue reemplazado por Aniceto Guterres Lopes de Fretilin y se reasignaron las presidencias de los comités, excluyendo ahora al CNRT.
Xanana Gusmão, líder del CNRT, intentó recuperar el poder en las elecciones presidenciales de 2022 presentando como candidato al CNRT al popular ganador del Premio Nobel de la Paz, José Ramos-Horta (que ya había sido presidente entre 2007 y 2012). Durante la campaña, Gusmão dejó claro que, en caso de victoria de Ramos-Horta, esperaba la destitución del gobierno y la convocatoria de elecciones anticipadas. Ramos-Horta, que siempre abogó por el equilibrio entre los partidos políticos en sus discursos, fue vago en sus declaraciones sobre sus planes después de las elecciones. Tras su victoria en segunda vuelta sobre el presidente Guterres, Ramos-Horta declaró que apoyaría al VIII gobierno hasta el final de su mandato. Programó las elecciones parlamentarias regulares para el 20 de febrero de 2023. Luego, surgió un debate sobre la fecha de las elecciones. Finalmente, el presidente Ramos-Horta anunció el 21 de mayo como la fecha de las elecciones. En junio se podrían anunciar los resultados finales y el nuevo Parlamento podría comenzar su mandato al mismo tiempo que los parlamentarios del período legislativo de 2018 (en ese entonces el 12 de junio). El nuevo gobierno sería juramentado el 21 de junio. Además, se podría aprobar a tiempo el presupuesto estatal para 2024, lo que evitaría diversos problemas, y en septiembre se celebraría la cumbre de la ASEAN, donde se esperaba que Timor Oriental fuera admitido como miembro. El Fretilin había propuesto una fecha en el segundo semestre del año.

## Sistema electoral
Los 65 miembros del Parlamento Nacional fueron elegidos mediante representación porporcional por listas cerradas en un único distrito nacional. Los partidos debían tener una mujer en al menos uno de cada tres puestos de su lista. Los escaños se asignaron utilizando el método d'Hondt con un umbral electoral 4% y con el último escaño, en el caso de varios números máximos iguales, otorgado al partido con la menor cantidad de votos. Para superar el umbral (unos 26.000 votantes), los partidos podrían formar alianzas electorales. Los electores que han emitido su voto son marcados en el dedo con una tinta violeta no lavable para evitar la doble votación. Para ello se compraron 10.000 botellas de tinta a un costo de 394.000 dólares a través del Programa de las Naciones Unidas para el Desarrollo (PNUD).
El Secretariado Técnico de Administración Electoral (STAE) dispone de un total de 1.472 centros de votación y 1.850 mesas electorales en todo el país. Hay 890.145 personas inscritas en los censos electorales, 11.800 de las cuales se encuentran en el extranjero. Por ello, también se están preparando colegios electorales en Australia (Darwin, Melbourne y Sídney), Portugal (Lisboa, Oporto y Beja), Corea del Sur (Gwangju y Seúl) y el Reino Unido (Crewe, Dungannon, Peterborough y Oxford). Alrededor de 20.000 funcionarios electorales tomaron parte en el proceso. Los votantes tuvieron que emitir su voto en su municipio de origen, lo que significó que muchos residentes de la capital, Dili, tuvieron que viajar a sus hogares el día de las elecciones. Siguiendo la experiencia de las últimas elecciones presidenciales, ahora se abrirá en Dili un centro de votación para cada municipio de Timor Oriental, también en las elecciones parlamentarias, para ahorrar a los votantes el viaje. El STAE planeaba proporcionar un total de 1.500 centros de votación y 1.880 mesas electorales en el país.
El 14 de marzo, el presidente Ramos-Horta vetó una serie de enmiendas a la ley electoral. En su carta a los diputados del Parlamento apoyó la prevista introducción del voto por correo y de los documentos en Braille, pero rechazó los colegios electorales paralelos para los electores que no pueden viajar a su ciudad natal para votar. Estas se introdujeron por primera vez en las últimas elecciones presidenciales y ahora iban a ampliarse. Ramos-Horta explicó que faltarían los mecanismos y registros necesarios para evitar el doble voto. También criticó el envío directo previsto de los datos del escrutinio a la Comisión Nacional Electoral (CNE), aunque la constitución exige una lista primero en las urnas y luego a nivel municipal. Además, la nueva ley electoral no menciona el nuevo municipio de Atauro, por lo que no existe ningún colegio electoral en la isla. El Parlamento debía ahora decidir sobre las enmiendas solicitadas por el jefe de Estado. El 20 de marzo, por 37 votos contra 22 (y dos abstenciones), el parlamento devolvió la ley a Ramos-Horta sin cambios, obligando al presidente a promulgarla.

## Candidaturas y partidos

### Presentación de listas

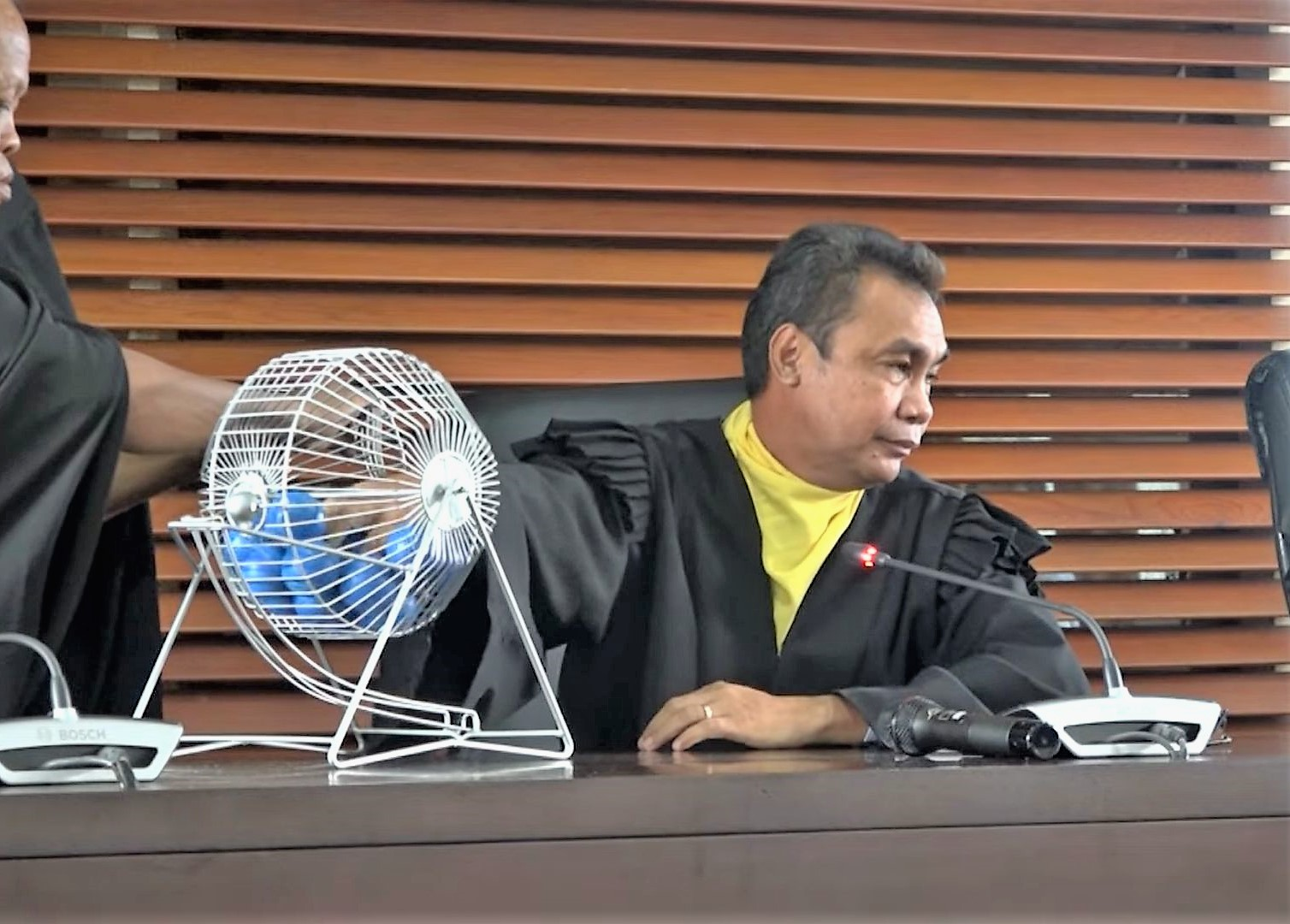
Sorteo del orden de los partidos en la boleta electoral.

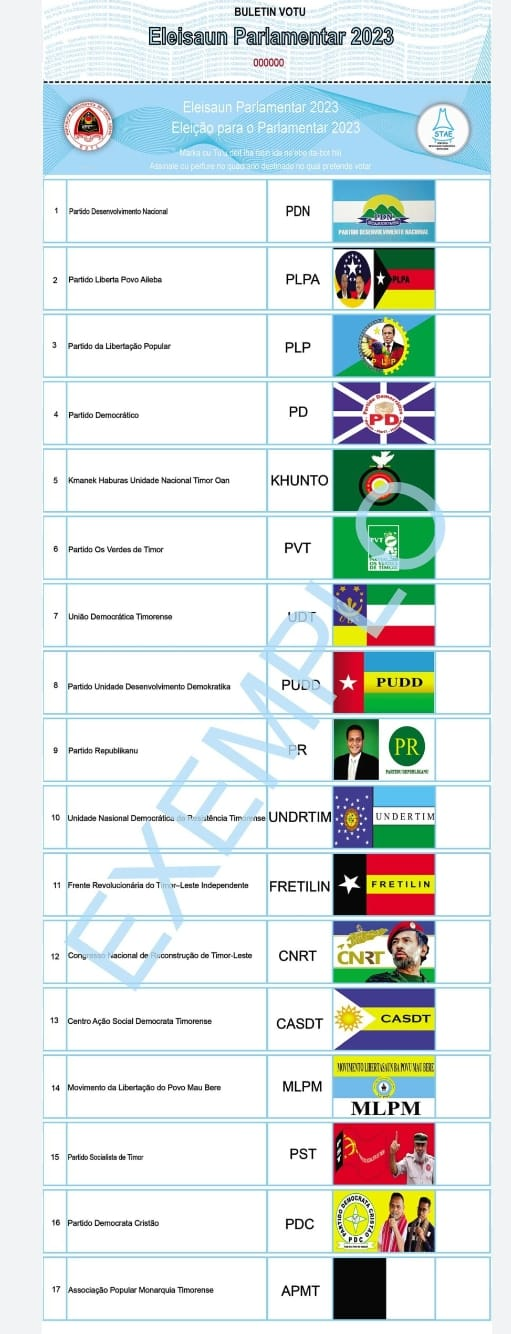
Boleta electoral empleada en los comicios.

Los partidos pudieron registrar su participación en las elecciones hasta el 15 de marzo de 2023 y la campaña electoral comenzó el 19 de abril. En 2018, el Tribunal Supremo de Timor Oriental despojó a siete partidos (ASDT, KOTA, PDL, PUN, PARENTIL, PNT y PTT) de su personería jurídica, por lo que la CNE enumeró el 15 de febrero a veinticuatro partidos políticos reconocidos en Timor Oriental, incluido el Partido de los Verdes de Timor (PVT) registrados en 2022. Sin embargo, el Tribunal también determinó que el Partido Milénio Democrático (PMD), el Partido de la Democrática República de Timor (PDRT), el Partido del Desarrollo Popular (PDP) y el Partido Timorense Democrático (PTD) no podían participar en las elecciones parlamentarias de 2023 por no cumplir con los requisitos legales.
A finales de enero se fundó la Alianza Demócrata (AD), formada por la Alianza Nacional Demócrata (AND), PDP y Partido de la Libertad del Pueblo Aileba (PLPA). El reconocimiento oficial de la AND como partido político aún no se había completado. El 4 de marzo, cuatro partidos formaron una alianza electoral, el Frente Amplio Democrático (FAD) que incluía a la UDT y al Frenti-Mudança, así como a los partidos no parlamentarios Centro de Acción Social Demócrata Timorense (CASDT) y Partido del Desarrollo Nacional (PDN). El PDRT y la Asociación Popular Monarquista Timorense (APMT) también anunciaron una coalición.
El 13 de marzo, la CNE confirmó el registro de las tres coaliciones, pero el Tribunal las rechazó todas. El PDP de la Alianza Democrática y el PDRT no cumplían con los requisitos legales para ser elegibles, por lo que sus alianzas quedaron obsoletas. La AND aún no había sido reconocida como partido. En el FAD, el PDN se retiró de la alianza el 14 de marzo y se registró como partido individual. El Tribunal determinó que el PDN no había celebrado un congreso o conferencia nacional para confirmar la cooperación con los otros partidos, por lo que toda el FAD no fue aprobado como coalición. A los socios restantes de las alianzas se les permitió registrarse individualmente para las elecciones.
Para el 15 de marzo, dieciocho partidos habían presentado sus listas electorales. Debido a una disputa interna en el Frenti-Mudança, tanto el líder del partido Ricardo Cardoso Nheu como su predecesor Egídio de Jesus presentaron listas electorales. El 25 de marzo, el Tribunal decidió que diecisiete partidos podían participar en las elecciones, pues al Frenti-Mudança se le negó la participación debido a la falta de claridad sobre cuál lista representaba al partido y a que no se logró una conciliación entre las dos facciones. La lista oficial de partidos en competencia se publicó el 29 de marzo en el Jornal da República.
El 15 de abril, los líderes de los partidos de gobierno, el Fretilin, el PLP y KHUNTO, firmaron un acuerdo para formar una coalición de gobierno después de las elecciones. El PLPA y la AND firmaron un "acuerdo estratégico" que se mantendrá durante toda la legislatura hasta 2028 si lograban entrar en el Parlamento. Miembros de la AND fueron incluidos en la lista electoral de la PLPA, encabezada por Jorge da Conceição Teme, líder de la AND.

### Listas presentadas
| N.º | Partido | Partido                                                          | Escaños (2018) |
| --- | ------- | ---------------------------------------------------------------- | -------------- |
| 1   |         | Partido del Desarrollo Nacional (PDN)                            |                |
| 2   |         | Partido de la Libertad Popular de Aileba (PLPA)                  |                |
| 3   |         | Partido de Liberación Popular (PLP)                              | 8/65           |
| 4   |         | Partido Democrático (PD)                                         | 5/65           |
| 5   |         | Kmanek Haburas Unidade Nasional Timor Oan (KHUNTO)               | 5/65           |
| 6   |         | Partido de los Verdes de Timor (PVT)                             |                |
| 7   |         | Unión Democrática Timorense (UDT)                                | 1/65           |
| 8   |         | Partido Unido para el Desarrollo y la Democracia (PUDD)          | 1/65           |
| 9   |         | Partido Republicano (PR)                                         |                |
| 10  |         | Unidad Nacional Democrática de Resistencia Timorense (UNDERTIM)  |                |
| 11  |         | Frente Revolucionario de Timor Oriental Independiente (Fretilin) | 23/65          |
| 12  |         | Congreso Nacional para la Reconstrucción de Timor (CNRT)         | 21/65          |
| 13  |         | Centro de Acción Socialdemócrata de Timor Oriental (CASDT)       |                |
| 14  |         | Movimiento por la Libertad del pueblo Maubere (MLPM)             |                |
| 15  |         | Partido Demócrata Cristiano (PDC)                                |                |
| 16  |         | Partido Socialista de Timor (PST)                                |                |
| 17  |         | Asociación Popular Monarquista Timorense (APMT)                  |                |

## Campaña

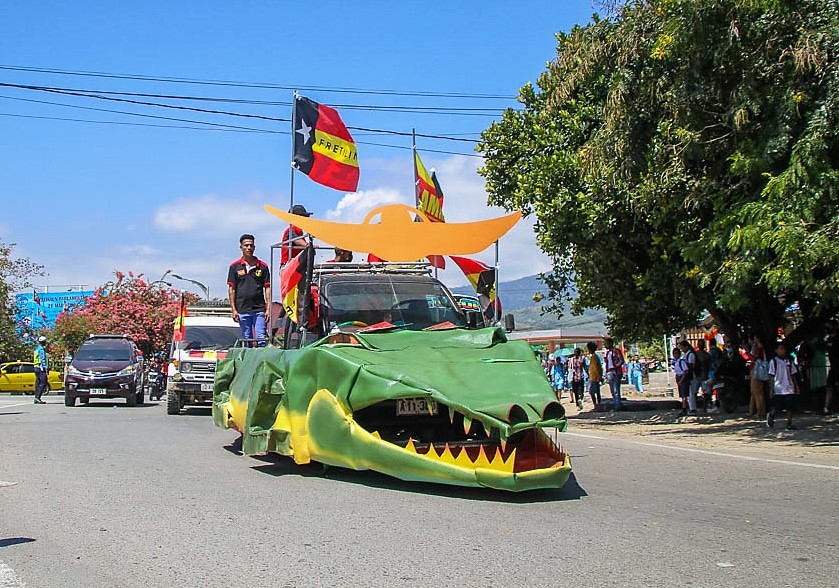
«Cocodrilomóvil» de campaña del Fretilin en Dili.

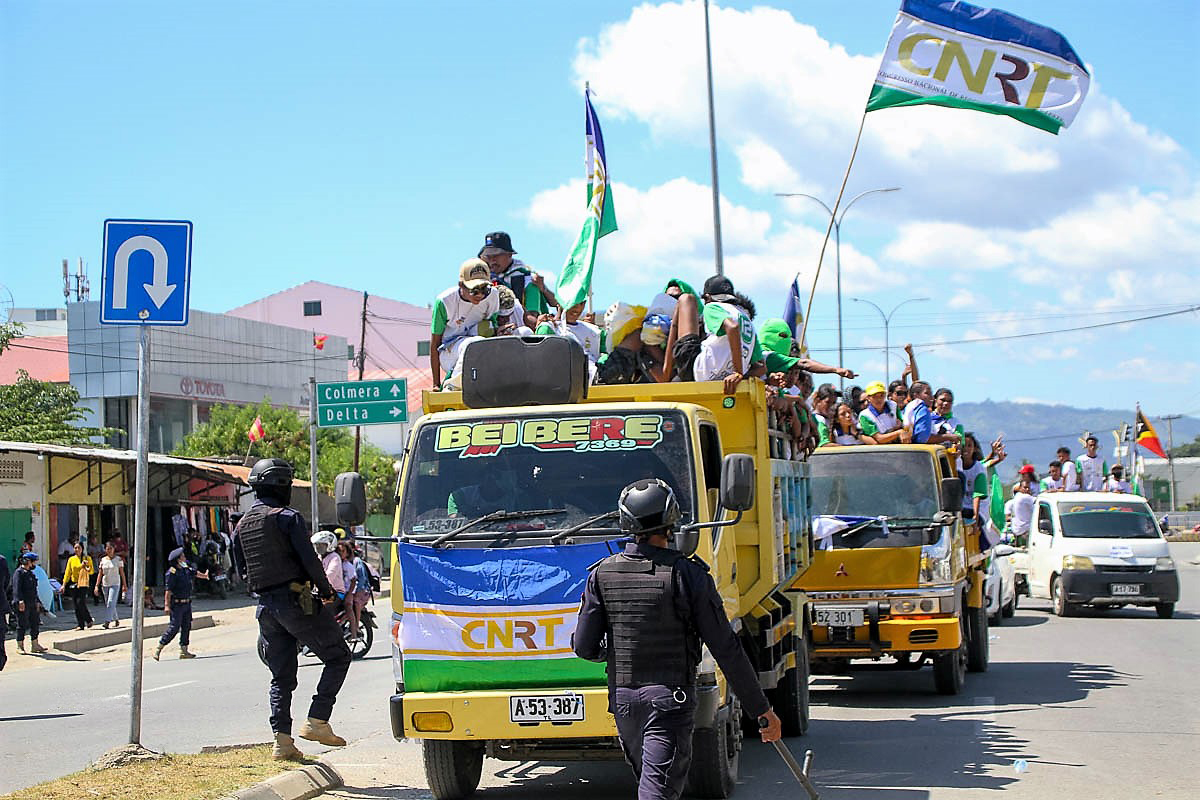
Caravana del CNRT en Dili.

La campaña electoral comenzó oficialmente el 19 de abril y se extendió hasta el 18 de mayo. José Agostinho da Costa Belo, presidente de la CNE, pidió a los partidos suspender la campaña el 20 de abril debido a un eclipse solar total que ocurriría en Timor Oriental ese día, aunque afirmó que el eclipse no debería afectar la campaña electoral.
El Instituto de Investigación Matadalan publicó los resultados de una encuesta realizada entre 400 personas en todo el país entre el 24 de marzo y el 3 de abril. Los votantes de la diáspora no fueron incluidos en la encuesta. Según los resultados, el 49% de los encuestados apoyaba al CNRT, el 25% votaría por Fretilin, el 5.5% por PD y el 5.25% por KHUNTO. El PLP del Primer Ministro Taur Matan Ruak no superaría el umbral del 4% con un 3.5%. Los Verdes obtendrían un 1% y todos los demás partidos juntos un 7.75%. El margen de error de la encuesta fue del 5%. Al preguntar quién debería ser primer ministro, el 60.25% respondió Xanana Gusmão (CNRT), el 19% Mari Alkatiri (FRETILIN) y el 6.25% Taur Matan Ruak. El 6% quería a Mariano Sabino Lopes (PD) y el 2.75% a Armanda Berta dos Santos (KHUNTO). Respecto a posibles coaliciones, el 27.75% prefería una alianza entre el CNRT y el PD y solo el 17.75% quería la coalición gobernante del Fretilin, el PLP y KHUNTO. El 12% quería una coalición entre el CNRT, el Fretilin y el PD y el 8.25% una entre el CNRT, el PD y el PLP.

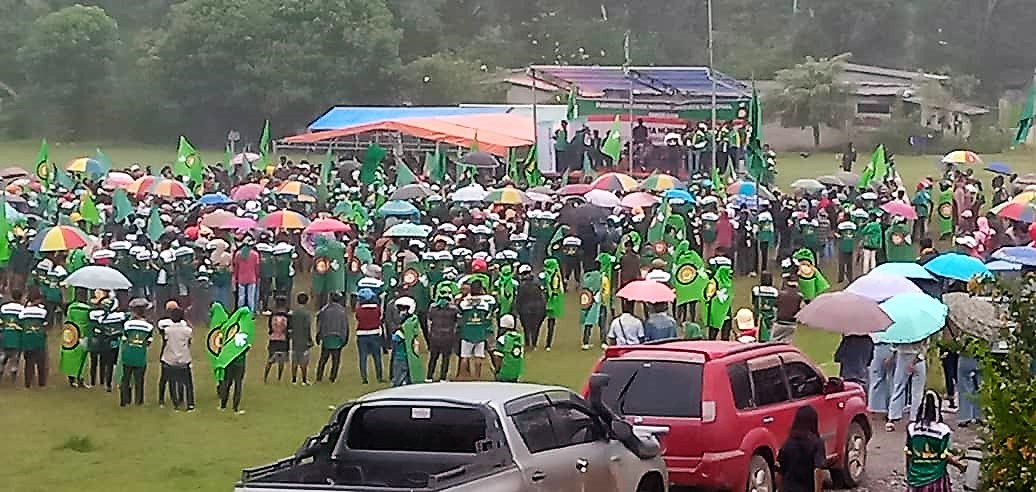
Evento de campaña de KHUNTO en Ainaro.

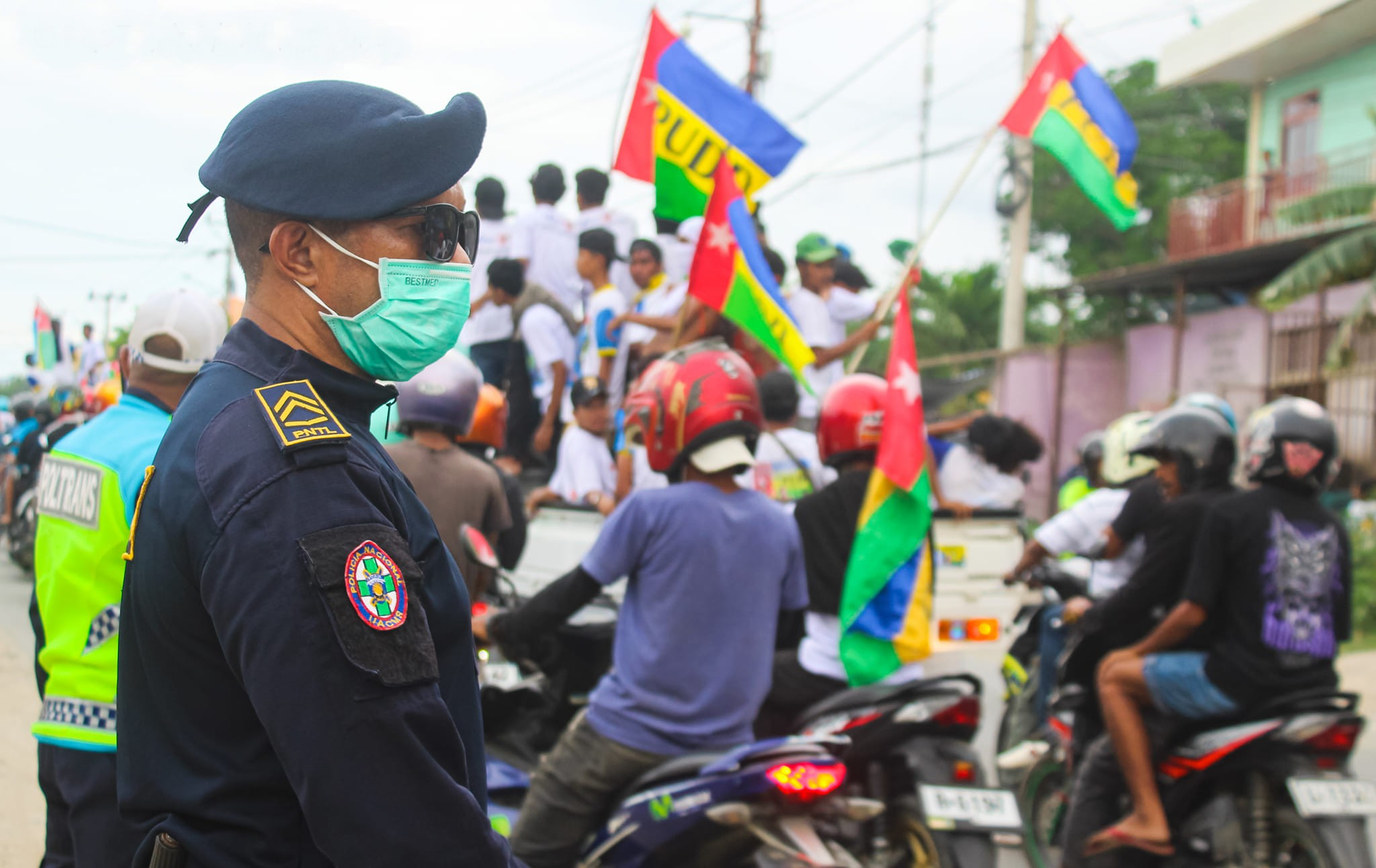
La policía vigila un evento de campaña del PUDD en Dili.

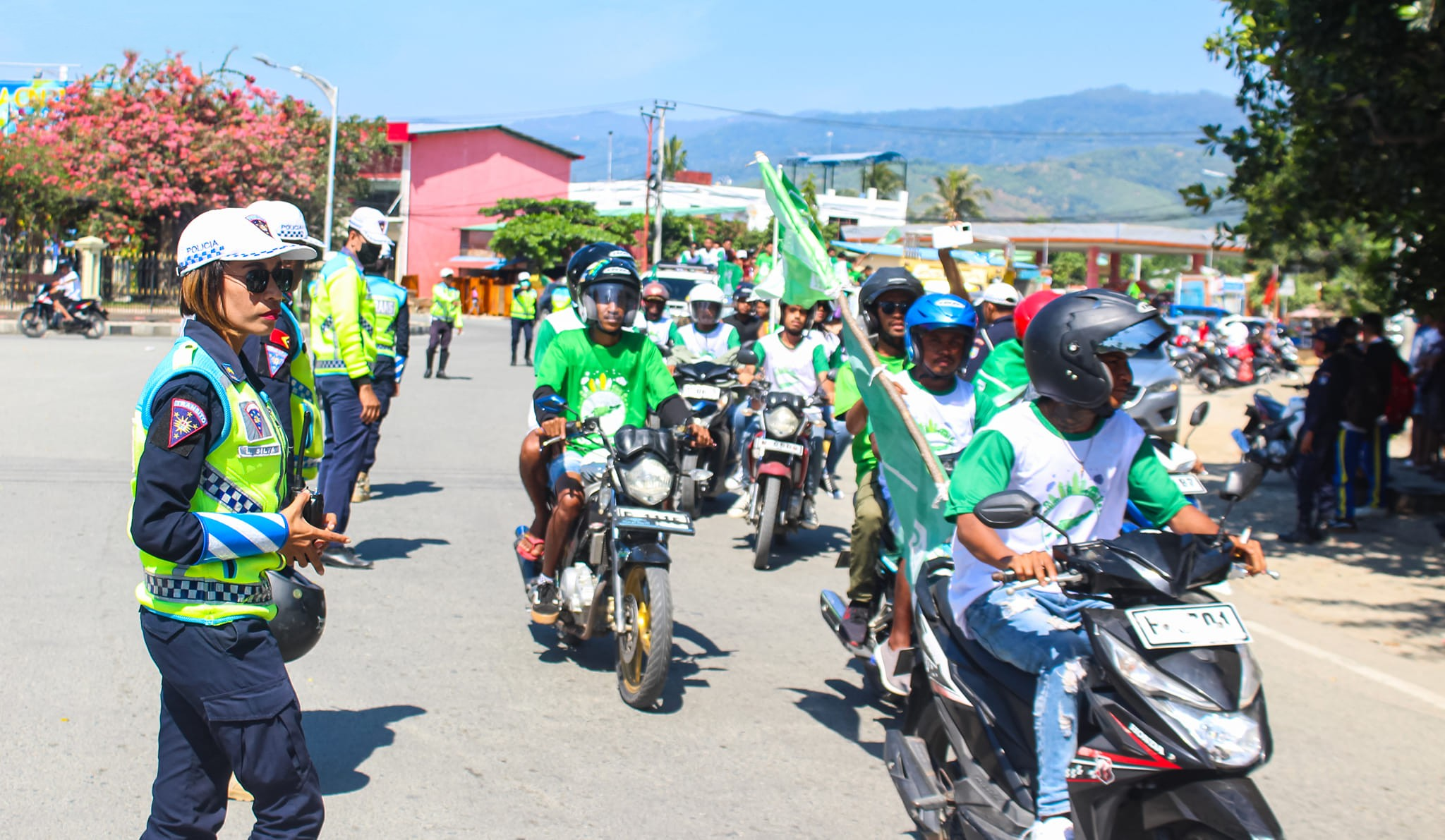
Caravana de motocicletas del Partido de los Verdes en Dili.

Para casi todos los partidos principales, la mayoría de los encuestados dijo haber tomado su decisión basándose en el programa o la visión del partido. En el caso de KHUNTO, sin embargo, el 30% de sus seguidores dijo haberlos elegido debido a lazos familiares con el liderazgo del partido. Cuando se les preguntó a quién les gustaría ver como primer ministro, el apoyo a Gusmão se atribuyó a su trayectoria personal y trabajo, mientras que para los otros políticos la razón era el partido detrás de ellos. Los temas más importantes para los encuestados fueron el desarrollo de infraestructura (43%), la creación de empleo (22.75%) y la educación (14%).
A mediados de abril, Abel de Conceição, administrador del municipio de Aileu, hizo que policías interrumpieran un debate público sobre "construir una nueva sociedad justa y solidaria" en el Centro de Paz Uma Dame en Aileu. El evento, donde representantes de diferentes fuerzas políticas iban a discutir, fue organizado por el Movimiento Juvenil del Municipio de Aileu (MJMA). Conceição justificó la disolución con el período dado de la campaña electoral y que los debates entre los partidos solo podían ser organizados por los órganos electorales. El presidente Ramos-Horta criticó la acción y destacó el derecho constitucional de organizar eventos y expresar opiniones sobre temas políticos. Virgílio da Silva Guterres, Defensor del Pueblo para los Derechos Humanos y la Justicia, expresó que Conceição no buscaba restringir los derechos de los ciudadanos, sino solo implementar las directrices de la CNE y STAE. Guterres subrayó que esto no era responsabilidad de la administración municipal, sino de la CNE, y Miguel Pereira de Carvalho, predecesor de Conceição como Ministro de Administración Estatal, también afirmó que el administrador municipal no tenía el poder de decidir sobre la autorización de tales eventos ni de dar instrucciones a la policía.
El CNRT rechazó la propuesta de Fretilin de dos debates durante la campaña electoral entre Alkatiri y Gusmão, ya que no consideró apropiados los temas propuestos. Los temas eran el acuerdo sobre la disputa marítima y la frontera con Australia que Gusmão había negociado y el asunto de la construcción del ferry Haksolok. Alkatiri había hecho que Fretilin votara en contra del tratado en el Parlamento, lo que llevó a Gusmão a acusarlo de traición. Sin embargo, Alkatiri veía errores en el tratado y buscó contrastarlos con Gusmão, a quien acusó de desentenderse de la política y fingir que no había encabezado el ejecutivo durante ocho de los quince años anteriores.
El 27 de abril, estallaron disturbios entre partidarios de diferentes partidos en Daco Ate (Suco Afaloicai) durante la campaña electoral. Siete casas resultaron dañadas y dieciséis personas heridas, dos de las cuales tuvieron que ser atendidas después de ser apedreadas en Viqueque.> La policía y los soldados restablecieron la paz y el orden y pudieron identificar a dos sospechosos. Después de un mitin electoral de KHUNTO en Dili, activistas del partido fueron atacados por personas desconocidas el 12 de mayo. Cuatro resultaron gravemente heridos y tuvieron que ser tratados en el hospital. La policía no pudo identificar a ninguno de los atacantes.
El 15 de mayo, el presidente Ramos-Horta criticó en una entrevista a los partidos que trabajaban con grupos de artes marciales. De acuerdo con él, estos partidos y sus «líderes sin escrúpulos» manipularían a los jóvenes y convertirían las artes marciales en una herramienta política. Ramos-Horta insinuó que podría no aprobar un gabinete que incluyera a tales partidos. El jefe de Estado enfatizó que las artes marciales en sí y la conexión de algunos grupos con Indonesia no eran el problema. Ramos-Horta explicó que le preocuparía si un partido así encabezara, por ejemplo, el Ministerio del Interior en una coalición, con un presupuesto de 100 millones de dólares; una referencia directa al gobierno actual. El viceministro del Interior, Antonino Armindo, pertenece a KHUNTO, que está estrechamente vinculado a la organización de artes marciales Korka. Además de KHUNTO, los Verdes también tenían estrechos vínculos con un grupo de artes marciales, el 7-7. En ambos partidos, miembros de los grupos de artes marciales y sus líderes aparecen y muestran símbolos y gestos de las manos de los grupos. La organización no gubernamental Fundasaun Mahein había advertido sobre una creciente politización de los grupos de artes marciales en el país. También dijo que estos grupos estaban infiltrando varias instituciones estatales, lo que «podría contribuir a más violencia e inestabilidad sociopolítica». Ramos-Horta llamó públicamente a la población a no votar por tales partidos.

## Jornada electoral

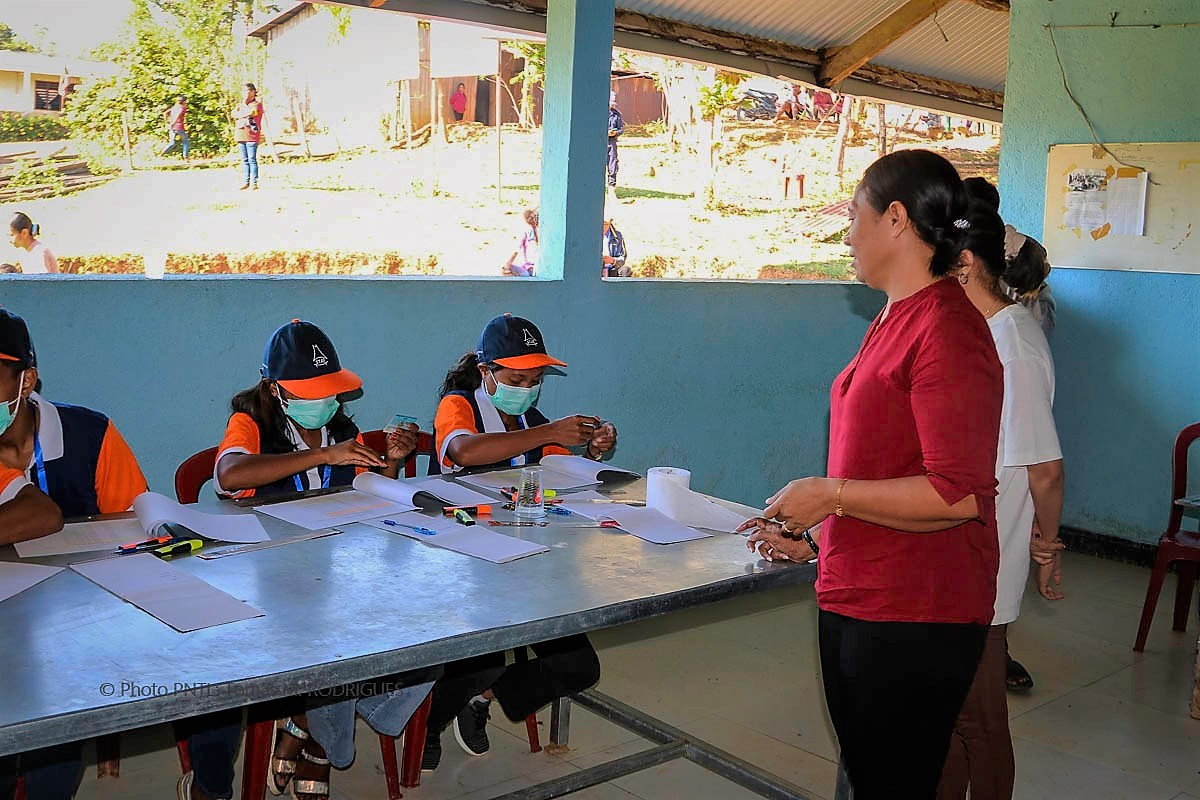
Centro de votación en Liurai.

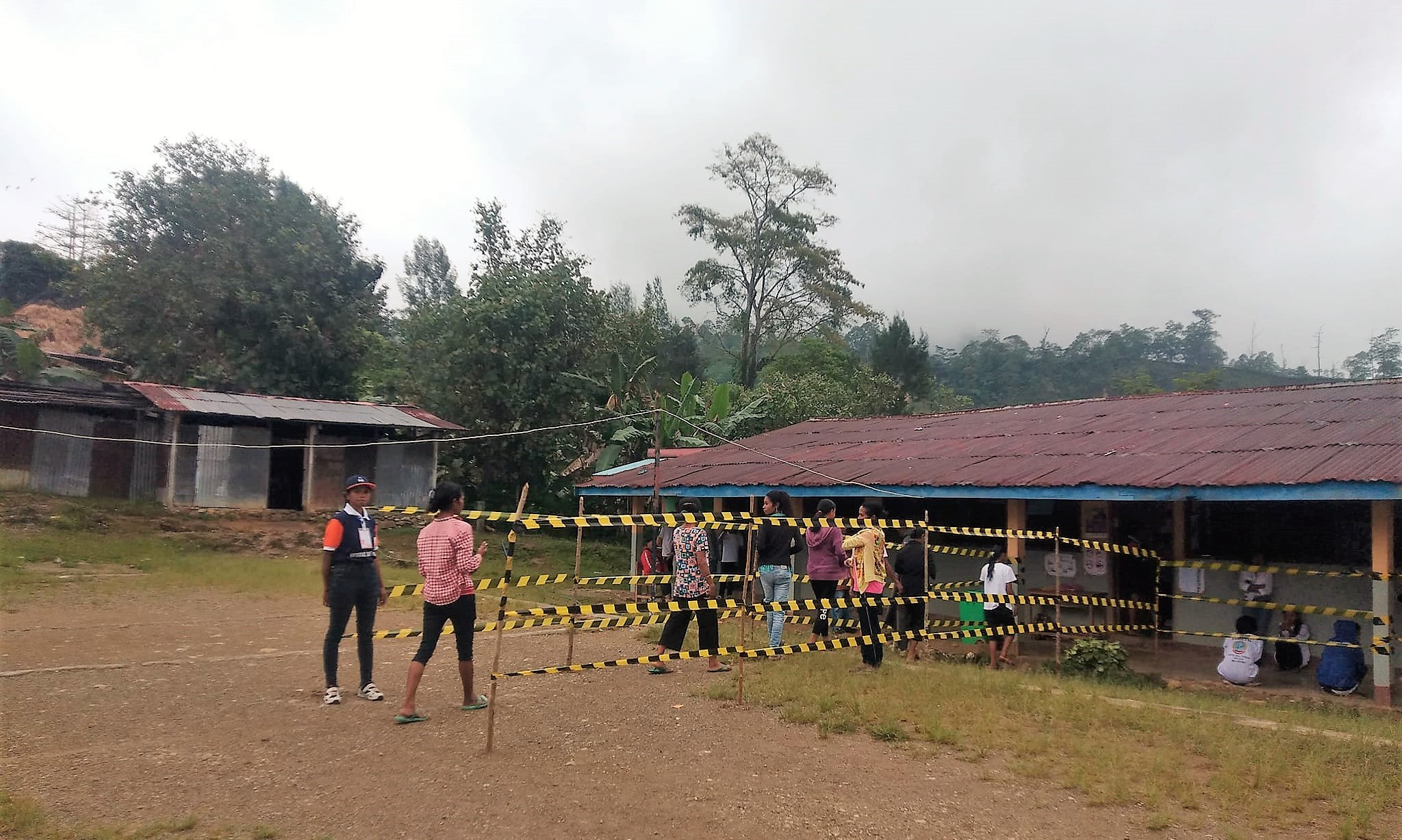
Centro de votación en la escuela primaria de Rotuto.

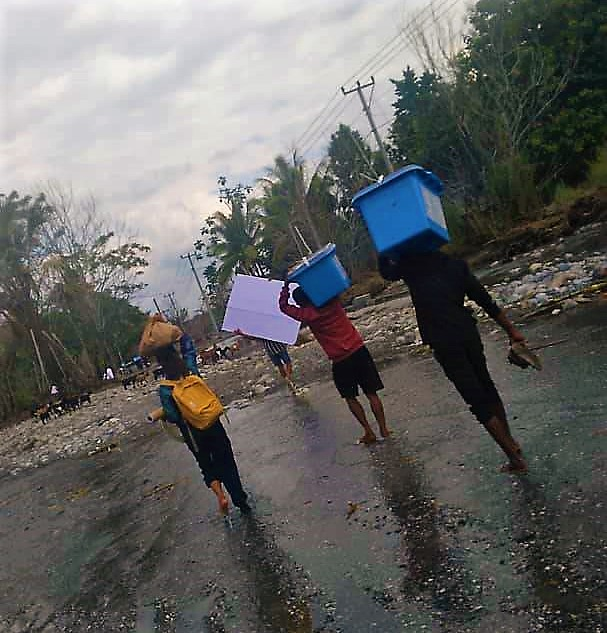
Transporte de urnas. En los lugares donde no había carreteras, los porteadores tuvieron que llevar el material a los centros de votación.

Los colegios electorales estuvieron abiertos de 7:00 a 15:00 horas. Los colegios electorales en el extranjero votaron al mismo tiempo, de modo que la gente pudiera votar primero en Australia y último en Europa. Más de 250 observadores electorales internacionales viajaron a Timor Oriental. Provenían de la Unión Europea, la Comunidad de Países de Lengua Portuguesa, el Programa de las Naciones Unidas para el Desarrollo y el Parlamento de Australia, entre otros. Diez embajadas habían registrado observadores en la STAE. Además, estuvieron presentes representantes de varias organizaciones no gubernamentales, de los países del G7+ y otros. La delegación más numerosa fue la australiana con sesenta participantes. La estadounidense está compuesta por 35, la japonesa por doce, la neozelandesa por once y la europea por ocho. La Conferencia Episcopal Timorense, la Comisión Nacional de Justicia, Paz e Integridad de la Creación (JPIC) y la Organización de la Iglesia para Asuntos Sociales (OIPAS) proporcionó 2.000 observadores electorales nacionales. Cuentan con el apoyo de la Agencia de los Estados Unidos para el Desarrollo Internacional (USAID), el Instituto Republicano Internacional (IRI) y Catholic Relief Services (CRS). El personal de las mesas electorales fue el primero en emitir su voto. Entre ellos se encontraba el personal de seguridad, que debía permanecer a 25 metros de distancia del colegio electoral mientras emitía su voto. Por la tarde no se registraron incidentes significativos.

## Resultados
La participación electoral cayó ligeramente al 79,28% respecto al 80,98% en 2018, aunque el número de votantes registrados y el total de votos emitidos aumentaron desde 2018 debido a la creciente población del país. El resultado provisional mostró una clara victoria del CNRT con 31 escaño, que resultó en una mayoría en el Parlamento Nacional junto con el PD (que logró 6). La plataforma de los antiguos partidos gobernantes, Fretilin, KHUNTO y PLP, sólo obtuvo 28 de los 65 escaños, menos que el CNRT por sí solo, por lo que no logró reunir la mayoría de los escaños. Los Verdes no lograron superar por poco el umbral del 4%, seguido por el PUDD. Todos los demás partidos obtuvieron menos del 1% de los votos cada uno. El Fretilin era sólo el partido más fuerte en sus bastiones de Lautem, Viqueque y Baucau. En los demás distritos el CNRT siempre estuvo por delante, incluso en los colegios electorales en el extranjero. En el municipio de Ermera, el CNRT obtuvo incluso una mayoría absoluta del 51,05% de los votos. Fue el peor resultado jamás obtenido por Fretilin.
El resultado final deberá ser presentado por la STAE antes del 27 de mayo. Luego, el Tribunal Supremo debía anunciar oficialmente el resultado y el Jornal da República lo publicaría antes del 7 de junio. Se espera que el nuevo parlamento se reúna por primera vez el 12 de junio. En general, ya se esperaba que Xanana Gusmão fuera reelegido primer ministro en coalición con el PD. El presidente Ramos-Horta dijo que invitaría al partido más fuerte (el CNRT) a conversaciones sobre la formación de un gobierno. Una vez más, Ramos-Horta subrayó que no aceptaría ningún socio de coalición. El 5 de junio, el presidente del Tribunal de Apelaciones de Timor Oriental, Deolindo dos Santos, dio por definitivos los resultados.
|  | 41.63 % |

|  | 25.75 % |

|  | 9.32 % |

|  | 7.51 % |

|  | 5.88 % |

|  | 3.63 % |

|  | 3.13 % |

|  | 0.96 % |

|  | 0.47 % |

|  | 0.46 % |

|  | 0.35 % |

|  | 0.22 % |

|  | 0.18 % |

|  | 0.18 % |

|  | 0.15 % |

|  | 0.09 % |

|  | 0.09 % |

|  | 98.13 % |

|  | 0.38 % |

|  | 1.48 % |

|  | 100.00 % |

|  | 79.28 % |

## Consecuencias
Los observadores de la Comunidad de Países de Lengua Portuguesa afirmaron que «en las condiciones específicas observadas, todo el proceso electoral fue fiable y creíble, y no dio ningún motivo de queja que pudiera comprometer la transparencia y la integridad del proceso electoral». El Departamento de Estado de los Estados Unidos felicitó a Timor Oriental por «unas elecciones libres, justas y transparentes que fueron una inspiración para la democracia en todo el mundo».
El 23 de mayo, en su primera reacción pública tras la finalización del recuento de votos por parte del STAE, Xanana Gusmão dijo que la votación refleja el cansancio de la población y llamó a implementar cambios profundos. Sin querer confirmar si asumiría como primer ministro, admitió que esperaba la certificación oficial de los resultados antes de avanzar con las alianzas partidarias y formar el próximo gobierno. Afirmó que el próximo gobierno sería de «consolidación del Estado y las instituciones». Gusmão también agradeció a la población por su madurez y comportamiento pacífico durante el proceso de votación.
En el seno del Fretilin se alzaron voces que pedían la dimisión de la dirección del partido tras esta derrota «humillante». José Agostinho Sequeira declaró que Alkatiri y Guterres ya no eran alternativas. Sequeira había fracasado como candidato a la presidencia del Fretilin en un congreso del partido en septiembre de 2022. Entre los opositores internos de la dirección del partido se encontraban, entre otros, Rui Maria de Araújo, Osório Florindo y Luís Maria Lobato. Lere Anan Timur también estuvo presente en una reunión de la oposición interna del partido. El general retirado se habías postulado contra Guterres en las elecciones presidenciales, pero luego había acordado compartir el liderazgo con Alkatiri y Guterres durante las elecciones parlamentarias.
El gobierno saliente habría sufrido las consecuencias del descontento del electorado ante la inestabilidad de sus partidos miembros, a los que se consideraba responsables de perturbar el funcionamiento de las instituciones en plena pandemia de Covid-19. Después de reconocer los resultados, Fidelis Leite Magalhães, Ministro de la Presidencia del Consejo de Ministros , dijo que el gobierno anterior trabajaría con el futuro para garantizar una «transición digna y de calidad».
Sin embargo, la fecha de toma de posesión de los nuevos diputados tuvo que ser fijada por el presidente y después de las elecciones hubo demandas de los antiguos partidos gobernantes para posponer la fecha hasta septiembre. Según ellos, el actual período legislativo duraría ese tiempo. Mientras tanto, el gobierno saliente aprovechó el tiempo posterior a las elecciones para discutir nuevas leyes. El presidente Ramos-Horta insistió en prestar juramento dentro de las dos semanas posteriores a las elecciones, de conformidad con la constitución. El Tribunal Supremo confirmó los resultados de las elecciones del 5 de junio como último paso formal para su validez. Al día siguiente, después de una reunión que duró más de dos horas y media, los líderes de los grupos parlamentarios acordaron el 22 de junio como fecha para la toma de posesión. Esto estaría de acuerdo con el reglamento del Parlamento, que estipula el día 15 después de que el Tribunal Supremo haya confirmado las elecciones como última fecha. La decisión del 5 de junio no se publicó en el Jornal da República hasta el día siguiente, por lo que la última fecha fue el 21 de junio. El CNRT había aceptado esta interpretación como un compromiso, ya que los partidos del gobierno saliente seguían insistiendo en una fecha de septiembre para la transferencia del poder. La elección del Presidente del Parlamento tendría lugar el 23 de junio y la elección del resto de la jerarquía parlamentaria el 26 de junio.
El 5 de junio se anunció que el CNRT y el Partido Democrático habían llegado a un acuerdo sobre una coalición de gobierno. Durante el anuncio, el secretario general del CNRT, Francisco Kalbuadi Lay, reveló que Gusmão sería el candidato de la coalición para primer ministro.
El 7 de junio el VIII Gobierno Constitucional se reunió por última vez. El Presidente Ramos-Horta se reunió semioficialmente con representantes del CNRT y del PD el 9 de junio para discutir el calendario para la formación del nuevo IX Gobierno Constitucional. El 29 de junio, el presidente recibiría al primer ministro designado y al día siguiente firmará el decreto por el que se nombra el nuevo Gobierno, que prestaría juramento el 1 de julio. Ramos-Horta exigió que no se despida a todos los empleados gubernamentales que pertenecen a otro partido. En el pasado esto incluía y afectaba incluso al personal de limpieza del gobierno.
El 22 de junio, tal como estaba previsto, el nuevo Parlamento prestó juramento. Durante su primera sesión plenaria eligió a María Fernanda Lay, del CNRT, como presidenta del Parlamento, la primera mujer presidenta de la cámara en la historia de Timor Oriental. Más tarde, el 26 de junio, María Teresinha Veigas, del CNRT, y Alexandrino Afonso Núñez, del PD, fueron elegidos vicepresidentes del Parlamento. El 29 de junio, los líderes del CNRT y el PD presentaron la lista de miembros del nuevo gobierno al presidente José Ramos Horta antes de la transferencia de poder prevista del gobierno anterior. La nueva composición del gobierno colocó a Gusmão como primer ministro, Kalbuadi Lay y el líder del PD, Sabino López, como vice primeros ministros y otros veintidós ministerios. De estos ministerios, diecisiete pasaron a manos del CNRT, tres al PD y dos a cargo de personalidades independientes.
El 1 de julio, el nuevo gobierno prestó juramento durante una ceremonia oficial a la que asistieron delegaciones de los países de la ASEAN en los terrenos del palacio presidencial. En su discurso durante la ceremonia, el presidente Ramos-Horta instó al nuevo gobierno a hacer de la ascensión de Timor Leste a la ASEAN una de las principales prioridad. Gusmão, en su discurso en la ceremonia, llamó a sus ministros a cumplir con sus deberes en consecuencia y agregó que aquellos que no cumplieran serían reemplazados.